# Phlegmatospermum
Phlegmatospermum es un género de plantas fanerógamas de la familia Brassicaceae. Comprende siete especies. 

## Especies
- Phlegmatospermum andraeanum
- Phlegmatospermum cochlearinum
- Phlegmatospermum drummondii
- Phlegmatospermum eremaeum
- Phlegmatospermum ochranthum
- Phlegmatospermum richardsii
- Phlegmatospermum villosulum